# Виноградов, Сергей Александрович (актёр)
Серге́й Алекса́ндрович Виногра́дов (род. 16 июня 1965, Москва) — советский и российский актёр театра, кино и дубляжа, режиссёр театра и кино, сценарист и хореограф. Заслуженный артист России (2001).

## Биография
Родился в Москве, в семье инженеров. Окончил математическую школу. Учился в МАИ, но ушёл после третьего курса ради поступления в театральное училище. Во время учёбы в МАИ играл в Студенческом театре МГУ у режиссеров Евгения Славутского и Александра Четверкина.
В 1985 поступил и в 1989 году окончил Театральное училище им. Б. Щукина. (Курс Л. Калиновского, затем Ю. Стромова). Работал в театрах Сатирикон (1989—1990), Романа Виктюка (1990-95), театре Луны (с 1997 года). С 1999 года и по настоящее время — актёр и режиссёр Академического театра имени Моссовета .
В 1997 году создал «Театральную компанию Сергея Виноградова». Сыграл на данный момент более 40 ролей в театре и более 40 в кино. Поставил более 20 спектаклей как режиссёр и хореограф. Работает на телевидении: сделал программы о Борисе Виане, Владимире Набокове и Михаиле Плетневе, снял телеверсии спектаклей «Служанки», «Лолита», «Коллекционер», «La Divina», «Иванов и другие», «Набоков, Машенька», «Убийственная любовь». Автор, режиссёр и исполнитель поэтических программ на телеканале Культура: «Из окна» — по поэзии В. Ходасевича и «Приближение» — по японской поэзии танка.
Принимал участие в проекте телеканала Культура «Мелодия стиха».
В 2023 году принял участие в проекте «Живые мемории» (выпуск о композиторе Николае Черепнине).

### НАГРАДЫ
В 1999 году получил приз «За лучшую работу хореографа» в спектаклях «Набоков, Машенька» и «Смех во мраке» — на Первом Московском театральном фестивале Владимира Набокова.
В 2010 году — победитель смотра-конкурса «Признание» в номинации «Лучшая режиссура спектакля для взрослых» — за спектакль «Опасные связи» в Рязанском театре драмы.
.
В 2012 году — второй раз стал победителем смотра-конкурса «Признание» в номинации «Лучшая режиссура спектакля для взрослых» — за спектакль «Сладкоголосая птица юности» в Рязанском театре драмы.
29 мая 2013 года избран на должность главного режиссёра Рязанского государственного областного театра драмы, которую занимал в сезоне 2013-14 года. В 2014 году в третий раз стал победителем смотра-конкурса «Признание» в номинации «Лучшая режиссура спектакля для взрослых» за спектакль «Машенька» в Рязанском театре драмы. В марте 2016 года на театральном фестивале «Slavija-2016» в Белграде спектакль Рязанского театра драмы «Машенька» в постановке Сергея Виноградова стал лауреатом и был удостоен диплома и бронзовой статуэтки Дон Кихота.
В 2019 году — удостоен Диплома за роль Игнатия Ильича Шпигельского в спектакле театра им. Моссовета «Месяц в деревне» — в номинации «Мужская роль второго плана» — на театральном фестивале-конкурсе «Тургеневская театральная Москва».
Член жюри фестиваля «Кинотаврик-2011» в Сочи
Член жюри II Молодёжного театрального форума стран Содружества, Балтии и Грузии в Минске в ноябре 2015 года.
В 2017-18 годах — старший преподаватель ВГИК им. С. А. Герасимова — педагог Мастерской Игоря Ясуловича. Поставил дипломный спектакль «Много шума из ничего» (2018 год)
С 2004 года активно работает как телережиссер, снял более 20 сериалов и несколько телевизионных фильмов.

## Творчество

### Актёр театра
- «Геркулес и авгиевы конюшни» — Филей
- «Маугли» — Маугли
- «Служанки» — Мадам, Соланж
- «Иллюзия» — Клиндор
- «Заклятие даоса» — Даос
- «М. Баттерфляй» — Чин, Марк, Судья, Шарплес, Мужчина на вечеринке
- «Лолита» — Неизвестный джентльмен
- «Коллекционер» — Фердинанд Клегг
- «Пена дней» — Колен
- «Ночь нежна» — Дик Дайвер
- «Овечка» — Иаков
- «Квартет для Лауры» — Жак-2
- «Убийственная любовь» — Константин
- «Прекрасен, чуден Божий свет…» — Дон
- «Six. Sax. Sex» — Бруно
- «Путешествие дилетантов» — Князь Мятлев
- «Куколка» — Сильва Вакарро
- «Бюро счастья» — Макс
- «Наш декамерон» — Господин в белом
- «Опасные связи» — Вальмон
- «Кейкуок» — Куфф
- «www.London.ru» — Дэн
- «Ученик дьявола» — Человек от театра
- «Сирано де Бержерак» — Граф де Гиш
- «Venus» — Генри
- «Иисус Христос-суперзвезда» — Царь Ирод
- «Человек и джентльмен» — Альберто де Стефано
- «Старый новый Фауст» — Фауст
- «Набоков, Машенька» — Горноцветов
- «Дама с камелиями» — граф де Варвиль
- «Любовь-кровь» — художник Илья
- «Близость» — Ларри (премьера 20 августа 2009 года, «Белый театр»)
- «Дядя Ваня» — Иван Петрович Войницкий (Рязанский театр драмы), премьера — 29 января 2010 года
- «Веер леди Уиндермир» — лорд Уиндермир (театр Киноактера). премьера — 25 апреля 2010 года
- «Циники» — Илья Петрович Докучаев (театр им. Моссовета, реж. С. Аронин). Премьера — 2 февраля 2012 года
- «Р. Р.Р.» — Мармеладов, бывший чиновник (театр им. Моссовета, реж. Ю. Еремин), премьера — 22 декабря 2012 года
- «Желания переполненного сердца» — Саймон (Куфф) (Рязанский театр драмы, реж. С. Виноградов), премьера — 14 февраля 2014 года
- «Морское путешествие 1933 года» — Левенталь, коммивояжёр (театр им. Моссовета, реж. Ю. Еремин, премьера 21 февраля 2015 года).
- «Да не ходи же ты совсем голой» — господин Вантру (Театральная компания С. Виноградова, реж. С. Виноградов, премьера 19 декабря 2015 года.
- «Энергичные люди» — Брюхатый (театр им. Моссовета, реж. П. Хомский, премьера 21 января 2016 года).
- «Римская комедия» (Дион) — Дион (театр им. Моссовета, реж. П. Хомский, ввод на роль 19 февраля 2016 года)
- «Месяц в деревне» — Шпигельский (театр им. Моссовета, реж. И. Орлов, премьера 12 ноября 2016 года)
- «Ричард III» — король Эдуард IV (театр им. Моссовета, реж. Н. Чусова, премьера 13 сентября 2020 года)
- "Женитьба" - Яичница (театр им. Моссовета, реж. Е. Марчелли, премьера 19 апреля 2025 года)

### Режиссёр театра
- «Коллекционер» — в театре Романа Виктюка, затем в «Театральной компании Сергея Виноградова».
- «Пена дней» — в МТЮЗе, новый вариант — в «Театральной компании Сергея Виноградова».
- «Набоков, Машенька» — в «Театральной компании Сергея Виноградова».
- «Убийственная любовь» — в театре имени Моссовета.
- «Six. Sax. Sex» — в «Театральной компании Сергея Виноградова».
- «Опасные связи» — в московском антрепризном театре «Успех».
- «Кейкуок» — в театре имени Моссовета.
- «Venus» — в «Театральной компании Сергея Виноградова».
- «Роковая опечатка» — в театре имени Моссовета.
- «Опасные связи» — новый вариант в Томском частном театре «Версия».
- «Коллекционер» — новый вариант в Томском частном театре «Версия».
- «Набоков, Машенька» — новая версия в Томском частном театре «Версия». Премьера — 17 января 2009 года
- «Кейкуок» — новая версия в Томском частном театре «Версия». Премьера — 14 марта 2009 года.
- «Опасные связи» — новая версия в Рязанском театре драмы. Премьера — 9 октября 2009 года.
- «Веер леди Уиндермир» — в театре Киноактера. премьера — 25 апреля 2010 года.
- «Маске рад» — в томском театре «Версия». Премьера 10 сентября 2010 года.
- «Сладкоголосая птица юности». Рязанский театр драмы. Премьера 18 марта 2011 года.
- «Алхимия любви» (по комедии Шекспира «Много шума из ничего»). Рязанский театр драмы. Премьера 9 декабря 2011 года.
- «Моя любимая обезьянка» (по пьесе Н. Дарка «Мёртвая обезьяна»). Рязанский театр драмы. Премьера 5 апреля 2013 года.
- «Машенька» (по прозе В. Набокова). Рязанский театр драмы. Премьера 22 ноября 2013 года.
- «Желания переполненного сердца» (по пьесе П. Фейблмана «Кейкуок»), Рязанский театр драмы. Премьера 14 февраля 2014 года.
- «Коллекционер» (по книге Джона Фаулза). Рязанский театр драмы. Премьера 5 марта 2014 года.
- «Да не ходи же ты совсем голой» (по комедии Жоржа Фейдо). Театральная компания С. Виноградова, премьера 19 декабря 2015 года.
- «Васса» (по пьесе М. Горького «Васса Железнова», 1 и 2 вариант) — Театр им. Моссовета, премьера 7 января 2018 года.
- «Много шума из ничего», Мастерская И. Ясуловича, ВГИК, режиссёр выпускного спектакля (премьера 18 января 2018 года).

#### Работы хореографа в театре
- «Коллекционер» — Театр Романа Виктюка, реж. С. Виноградов, 1993 год.
- «Жак Оффенбах, любовь и тру-ля-ля» — МТЮЗ, реж. Г. Яновская, 1996 год.
- «Can-Can» — Abo svenska teater, город Турку, Финляндия, реж. Г. Яновская, 1996 год.
- «Пена дней» (первый вариант) — МТЮЗ, реж. С. Виноградов, 1996 год.
- «Ночь нежна» — Театр Луны, реж. С. Проханов, 1997 год.
- «Набоков, Машенька» — ТКСВ, реж. С. Виноградов, 1997 год.
- «Смех во мраке» — Театр Сфера, реж. Е. Еланская, 1997 год.
- «Лунный свет, медовый месяц» — (антрепризный спектакль), реж. Т. Догилева, 1998 год.
- «Убийственная любовь» — Театр им. Моссовета, реж. С. Виноградов, 1998 год.
- «Six. Sax. Sax» — ТКСВ, реж. С. Виноградов, 1999 год.
- «Путешествие дилетантов» — Театр Луны, реж. С. Проханов, 1999 год.
- «Куколка» — Театр им. Моссовета, реж. П. Хомский, 1999 год.
- «Пена дней» (второй вариант) — ТКСВ, реж. С. Виноградов, 2000 год.
- «Мамаша Кураж и её дети» — Театр им. Моссовета, реж. П. Хомский, 2000 год.
- «Опасные связи» — La’Театр, реж. С. Виноградов, 2001 год.
- «Venus» — ТКСВ, реж. С. Виноградов, 2002 год.
- «Роковая опечатка» — Театр им. Моссовета, реж. П. Хомский, С. Виноградов, 2003 год.
- «Любовь — кровь» — La’Театр, реж. В. Дубровицкий, 2004 год.
- «Маске рад» — Томский театр «Версия», реж. С. Виноградов, 2010.
- «Сладкоголосая птица юности». Рязанский театр драмы, реж. С. Виноградов, 2011 год.
- «Алхимия любви» Рязанский театр драмы, реж. С. Виноградов, 2011.
- «Моя любимая обезьянка», Рязанский театр драмы. Премьера 5 апреля 2013 года.
- «Морское путешествие 1933 года» — театр им. Моссовета, реж. Ю. Ерёмин, премьера 2015 года.
- «Да не ходи же ты совсем голой» (по комедии Жоржа Фейдо). Театральная компания С. Виноградова, премьера 19 декабря 2015 года.

### Актёрские работы в кино
- 1991 — Преступление лорда Артура — лорд Артур
- 1992 — Патриотическая комедия —  Макс
- 1993 — Сотворение Адама — Филипп
- 1993 — Не стреляйте в пассажира! — Роман
- 1995 — Мания Жизели — Антон Долин
- 1996 — Несут меня кони… — Николай Васильевич Эйлер
- 1997 — Странное время — Алексей
- 1997 — Графиня де Монсоро (ТВ) — граф де Келюс
- 1998 — На ножах — Иосаф (Жозеф) Платонович Висленёв, нигилист, приятель Горданова
- 1998 — 2002 — Самозванцы — Роман
- 1999 — Страстной бульвар — Леонид, в прошлом танцовщик балета, бывший друг Андрея Соколова
- 2000 — Дом для богатых — Георгий Максимов
- 2000 — Дневник его жены — Аля
- 2000 — Третьего не дано — Сергей Новицкий
- 2000 — Чёрная комната — Моцарт (новелла «Моцарт и Салье»)
- 2001 — На углу, у Патриарших 2 — Борис Китаин, бизнесмен
- 2002 — Повелитель луж — шкипер
- 2002 — За кулисами — Кирилл Владимирович
- 2002 — Светские хроники —  Макс
- 2002 — Красный четверг / I kokkini pempti — Алексей
- 2002 — Из жизни врача (короткометражный) — тележурналист
- 2004 — Сармат — Павел Иванович
- 2004 — Грехи отцов — Павел Поляков
- 2004 — Возвращение Титаника 2 — Никей (Николай Махновский)
- 2004 — Ключи от бездны: Операция «Голем» — Джон Ди
- 2004 — На углу, у Патриарших 4 — Борис Михайлович Китаинб
- 2005 — Слепой 2 — Отец Александр, главарь секты (серия «Ангел № 5»)
- 2005 — Парижская любовь Кости Гуманкова — Пековский
- 2005 — Ловушка для полтергейста — Сергей Валентинович
- 2005 — Адъютанты любви — Дмитрий Мокеевич Неврев, муж Аглаи Ланской, отчим Варвары Ланской.
- 2005 — Оперативный псевдоним 2: Код возвращения — Андрей Каймаченко
- 2007 — Капкан — Майоров
- 2009 — Бомжиха 2 — адвокат Игорь Тасевич
- 2010 — Голоса — бизнесмен Уваров
- 2011 — А счастье где-то рядом — дядя Таси
- 2011 — Срочно в номер 3: На службе закона — Владислав Жаров
- 2013 — Лесник. Продолжение — Шерстобитов
- 2017 — Шрам — Борис Кусков
- 2018 — Оборванная мелодия — Борис Евгеньевич Егоров

### Режиссёрские работы в кино и на телевидении
1. 2001 — Набоков, Машенька — телеверсия спектакля
2. 2003 — Убийственная любовь — телеверсия спектакля
3. 2004 — Из окна — поэтическая программа по стихам В. Ходасевича
4. 2004 — Искушение Титаника
5. 2005 — Оперативный псевдоним-2. Код возвращения
6. 2006 — Приближение — поэтическая программа по японской поэзии танка
7. 2006 — Тюрьма особого назначения (12 серий)
8. 2007 — Репетитор
9. 2009 — Ермоловы (совместно с В. Краснопольским и В. Усковым, 32 серии)
10. 2009 — Огни большого города (24 серии)
11. 2011 — Мой грех
12. 2011 — Гражданка начальница. Продолжение
13. 2011 — Срочно в номер-3 (фильмы 1-6)
14. 2012 — Учитель в законе. Возвращение
15. 2013 — Дельта (совместно с Сергеем Лялиным, 15 серий из 24-х)
16. 2013 — Лесник (фильмы 46, 47, 48)
17. 2013 — Курортная полиция (20 серий)
18. 2014 — Дельта. Продолжение (фильмы 1—5)
19. 2019 — Сашкина удача (4 серии)
20. 2020 — По законам военного времени. Победа! (4-й сезон)
21. 2021 — Воспитательница (4 серии)
22. 2021 — По законам военного времени (5-й сезон)
23. 2022 — Формула преступления (режиссёр, шоураннер)
24. 2022 — Хвостолюбы (другое название — Лекари душ)
25. 2022 — Девятый вал
26. 2023 — По законам военного времени. Битва за Ростов (6-й сезон)
27. 2023 — Операция «Неман»
28. 2024 - Адмирал Кузнецов
29. 2025 - Формула преступления (2 сезон)

### Сценарные работы в кино
1. 2006 — Тюрьма особого назначения
2. 2009 — Огни большого города
3. 2011 — Гражданка начальница. Продолжение